# Jean-Daniel Rohart
Pour les articles homonymes, voir Rohart.
Jean-Daniel Rohart, né le 18 mai 1947, professeur agrégé d'espagnol honoraire, est un auteur et chercheur en sciences de l'éducation français. 

## Biographie
Écrivain et conférencier, il défend une approche psychologique dans le domaine de l'éducation, se réclamant de la psychologie analytique de Carl Gustav Jung et des travaux de Carl Rogers. Ses travaux s'intéressent à l'éducation de l'éducateur, en particulier au travers d'une connaissance de soi. Il amène cette question dans le cadre de l'éducation nationale (en France), et la représentation sociale de l'adolescence. Certains travaux traitent de la place du masculin et d'un questionnement sur le système éducatif français
« Lorsque l'on aborde la question de l'enfance et de l'adolescence, la première constatation que l'on peut faire est que, dans la société actuelle, les représentations les plus diverses et contradictoires semblent coexister ». 

### Livres
- Action éducative et éthique. Pour un compagnonnage des acteurs de la relation éducative, Paris, L’HarmattanL’Harmattan, 2001.
- La vie et l’éducation. Suivi de  Comment réenchanter l’école ?, Paris, L’Harmattan, 2005.
- (Coord.) Carl Rogers et l'action éducative, Paris, Chroniques sociales, 2008,   (ISBN 978-2-85008-593-2)

### Articles
- « Poesía y Negritud : violencia y búsqueda de una identitad », Zona Torrida, n° 7/8, p. 127-143, 1975.
- « Une expérience de pédagogie interculturelle : prolongements sur le plan de la formation et valeur thérapeutique » in : Recherche et Formation, INRP, n° 2, p. 103-113, 1987.
- « Une expérience de pédagogie interculturelle », Cahiers Pédagogiques, 1989.
- « Pédagogie interculturelle », Bulletin du Centre mondial d’information sur l’éducation bilingue et plurilingue, 1989
- « Formation enseignante et psychologie », Éducation-Formation, n° 217, 1989 & n° 218, 1990 p.p. 92-97
- « Una experiencia de pedagogía intercultural », Cuadernos de  Pensamiento  5. Publicación del Seminario “Angel González Alvarez” de la  Fundación Universitaria Española, Madrid – p. 39-47, 1990
- « Analyse Transactionnelle et formation enseignante », Innovations n° 19-20, 1990
- « Formation enseignante et Empathie » in : Le Binet-Simon (Premières  réflexions sur une éthique de l’éducation) n° 625-IV, p.15-21, 1990. Éducation-Formation n° 228, 1992, p. 61-66.
- « Le chef d’établissement formateur » in : Éducation & Management, Revue  de l’Académie de Créteil, 1990
- Quid de la Non-Directivité rogérienne ? Contribution à une nouvelle éthique de  l’action enseignante, Voies-Livres/se former, 23 pages, 1992.
- « D'abord réfléchir sur sa pratique », Cahiers Pédagogiques (dossier : Éthique et Pédagogie), n° 302, p. 43-44, 1992.
- « Un parcours d’autoformation continuée. Recherche personnelle et aide  institutionnelle », Perspectives documentaires en éducation, INRP n° 27, p. 99-114, 1992
- De l’inévitable morale des enseignants. Édité par l’Association VOIES –   LIVRES, n° S.20, Lyon, 16 pages, 1992
- « Le chef d’établissement comme formateur » in : La Revue des Échanges de  l’A.F.I.D.E.S.  (Association francophone internationale  des  directeurs d’établissements scolaires), Montréal, volume 9, n° 4, décembre 1992, p.15-21
- « Égalité des chances et démocratisation »  in :  Cahiers Binet-Simon (L’éducation : facteur d’égalité ou d’inégalité ?) n° 633 Éditions ERES n° 4,  1992
- « Enseignement des langues, éthique et formation » in : Spirale, revue semestrielle de l’École Normale de Lille, n° 7, 1992, p.p. 143-147
- « La classe comme entité thérapeutique » in : Le Binet-Simon n° 621 (Faut-il supprimer la classe ?), 1993
- « Éthique et grandes Écoles » in : Cahiers Pédagogiques n° 313, Avril 1993
- « Enseignement des langues et culture » in : Les Langues Néo-Latines  n° 286-287 3e et 4e trimestres, p.p. 5-13, 1993
- « L’institution, les professeurs, l’éthique » in : Cahiers Binet-Simon (Libres   propos sur l’école) n° 641, p.p. 41-47, 1994/4
- Éthique (et esthétique) de l’enseignement des langues.  Publié  par l’Association VOIES-LIVRES / SE FORMER +  S.67, 16 pages, Juin 1995
- « Projet d’aide et de soutien méthodologique en classe de seconde » in :  Cahiers Binet-Simon (Transformer l’éducation) n° 64, p.p. 15-36, 1995/3, Éducation-Formation n° 241, mars 1996, p. 1-17.
- « La formation des maîtres : aspects psychologiques, institutionnels et éthiques », Éducation-Formation n° 239, Liège, 1995, p. 47-56
- L’élève au centre des apprentissages. Texte de Carl Rogers. Traduit de l’espagnol par Jean-Daniel Rohart et publié par l'Association Voies-Livres / Se former, 1996.
- Action éducative et éthique (Carl Rogers et Carl Gustav Jung et l'éducation), Voies-Livres / Se former, 1997.
- « L’action éducative et la quête du sens », Mouvance rogérienne, n° 8, p. 13-24, 1997
- « L’action éducative et les étapes de la maturité. Contribution à une nouvelle psychopédagogie », Cahiers Binet-Simon, n° 653, p.39-55, 1997/4
- (Coord.) À propos de l’école : quelle inspection ? n° 654, 1998/n°1, Cahiers Binet-Simon, numéro coordonné par Jean-Daniel ROHART   - « Quelle inspection ? Quelle philosophie de l’éducation ? » p.p. 5-12, par  Jean-Daniel ROHART   -  Jean-Daniel ROHART et Yves MARTIN (doyen honoraire de l’inspection générale) – Entretien p.p. 21-43
- « Au sujet des représentations actuelles de l’enfance et de l’adolescence »   in : Cahiers Binet-Simon, n° 655, p.p. 5-21, 1998/n°2
- « Notas sobre la moral de J. Cortázar en RAYUELA » in : Les Langues Néo-Latines, Association des enseignants de Langues vivantes romanes, 93e année, 1999, p. 39-45.
- L’attitude « rogérienne » en classe. Contribution à la gestion de la crise de l'école. Publié par l’Association Voies-Livres / Se former, 2005.
- « La violence à l’École : Inévitable condamnation ou chance et défi à   relever ? »  in :  3e Millénaire n° 77
- « Estime de soi et maturation du “bouclier narcissique”. Carl Ransom Rogers et Peter Sloterdijk », ACP Pratique et recherche, 2005, n° 2, p. 18-23.
- « Carl Ransom Rogers et l’École - Vers un nouveau paradigme », Revue du PCAIF (Person-Centered-Approach-Institute – France)